# William Penny Brookes
William Penny Brookes (Much Wenlock, 13 agosto 1809 – Much Wenlock, 10 dicembre 1895) è stato un medico e botanico britannico è stato uno dei principali promotori dei Giochi olimpici moderni.

## Biografia
Primo dei cinque figli di William Brookes (1776-1830), medico, e di Maria Doughty (1786-1869). Dopo un periodo di apprendistato presso uno studio medico di Stourport nel Worcestershire, a partire dal 1827 studiò presso l'ospedale londinese di Guy's e St Thomas'. Dal 1829 trascorse anche dei periodi di studio a Padova e a Parigi. Brookes tornò a Wenlock nel 1831 in seguito alla morte del padre per rilevarne lo studio, nel 1831 divenne membro del Royal College of Surgeons, l'area in cui esercitava comprendeva un'estesa zona rurale, costringendolo a lunghi viaggi per visitare i suoi pazienti.
Fisicamente Brookes era brevilineo e tarchiato, l'altezza riportata sul passaporto è pari a 5 piedi 2 pollici (più o meno 157 cm) la sua scarsa statura era però compensata da una notevolissima capacità organizzativa e da una grande tenacia. Oltre alla lingua materna parlava correntemente il francese, il greco e il latino, si interessava inoltre di botanica materia nella quale contribuì ad alcune pubblicazioni. Fra i molteplici interessi in cui riversava il suo trascinante entusiasmo vi era quello per l'educazione fisica.
Il 18 maggio 1835 si sposò con Maria Chiara Talbot (1811-1885) originaria di Tettenhall nello Staffordshire, figlia di Thomas Faulkner Talbot e di sua moglie Jane. Dei cinque figli (due maschi e tre femmine) della coppia sopravvisse a William solo la figlia Adeline (1839-1925), uno dei figli, William Brookes (nato nel 1845), brillante studente a Oxford, annegò accidentalmente nel dicembre del 1868.
Nel 1841 venne nominato giudice di pace, carica che ricoprì per oltre 40 anni, e commissario per le strade e le tasse, Brookes ebbe un ruolo molto attivo nella vita politica della cittadina di origine, a lui si deve la ristrutturazione, nel 1849, della sala consiliare di Wenlock all'interno di un edificio del XVI secolo e la costruzione del mercato dei cereali nella strada principale della città, fu inoltre uno dei promotori dell'illuminazione a gas e dell'arrivo della ferrovia nel 1862.
Sempre nel 1841 fondò la Wenlock Agricultural Reading Society (WARS), una sorta di antesignana delle moderne biblioteche, nell'ambito di questa organizzazione ne sorsero diverse altre, una fra queste si incaricò di promuovere l'attività fisica organizzando, a partire dal 1850 dei tornei sportivi con gare di atletica leggera e di sport tradizionali. Dal 1860 l'organizzazione assunse il nome di Wenlock Olympian Society (WOS), i tornei hanno luogo tuttora con il nome di Wenlock Olympian Games e si tengono annualmente in luglio. Sulla scorta del successo di questi tornei Brookes fondò i Shropshire Olympian Games (1861) che furono l'embrione di quello che in seguito diventò la National Olympian Association (NOA) fondata nel 1865 con sede a Liverpool e che si assunse l'innovativo compito di tentare di regolamentare le numerose associazioni di atletica che si stavano costituendo in quell'epoca raggruppandole in un organismo unico a livello nazionale.
I primi giochi organizzati dal NOA si tennero al Crystal Palace, a Londra, nel 1866 ed attrassero un vasto pubblico, si parla di circa 10.000 spettatori. La reazione delle associazioni amatoriali rappresentate principalmente dalle public schools e dalle università di Oxford e Cambridge fu quella di costituire l'Amateur Athletic Club (in seguito divenuta Association), caratterizzato per una maggiore elitarietà dell'accesso, vi si entrava infatti solo su invito.
I primi contatti tra Penny Brookes e le istituzioni greche risalgono al 1859 quando il britannico offrì un premio di 10 sterline in occasione dei Giochi olimpici organizzati da Evangelis Zappas. Da allora iniziò una tenace ma infruttuosa campagna a favore della reistituzione dei Giochi olimpici della quale rimane un voluminoso carteggio con il chargé d'affaires greco a Londra, il celebre bibliofilo ed ellenista Ioannis Gennadios (1844-1932).
L'incessante campagna condotta da Brookes per introdurre l'obbligatorietà dell'educazione fisica nelle scuole lo mise in contatto con il barone Pierre de Coubertin che all'epoca conduceva delle ricerche sull'argomento per conto del governo francese. Nel 1890 il barone francese assistette ai Wenlock Olympic Games, iniziò un duraturo e regolare rapporto epistolare fra l'ormai ottuagenario Brookes e il giovane nobile francese che rimase impressionato dalla tenace campagna di Brookes a favore della reistituzione dei Giochi olimpici, tanto da fare sua l'istanza e riconoscerlo come uno dei pionieri dei moderni giochi olimpici
A causa della sua salute ormai cagionevole, Penny Brookes non fu in grado di prendere parte al congresso di Parigi del 1894. Sfortunatamente non fu nemmeno in grado di assistere alla realizzazione del sogno di una vita: infatti, i primi Giochi olimpici dell'era moderna, tenutisi ad Atene nel 1896, iniziarono pochi mesi dopo la sua morte avvenuta il 10 dicembre del 1895.
Solo in anni recenti è stato riconosciuto a William Penny Brookes il merito che gli spetta, cioè quello di essere uno dei più tenaci promotori della rinascita dei Giochi olimpici, fu riconosciuto come tale negli anni novanta in occasione di una visita ufficiale da parte di Juan Antonio Samaranch, allora presidente del CIO, alla sua lapide a Wenlock.